# Lafelt
Lafelt is een kerkdorp van de Riemstse deelgemeente Vlijtingen in het Zuid-Limburgse Haspengouw. Het gehucht telde 500 inwoners in 2016.
Lafelt werd voor het eerst schriftelijk vermeld in 1311, als Lancfelt. Lafelt is vooral bekend omwille van de slag bij Lafelt die hier en in de omgeving in 1747 werd geleverd.

## Bezienswaardigheden
- In Lafelt bevindt zich de Onze-Lieve-Vrouw van Lourdeskerk. Dit bakstenen kerkje werd gebouwd in 1940. Architect was Nivelle.
- Aan de Iers Kruisstraat bevindt zich de bakstenen Kapel van Lafelt, gebouwd in 1857 en in 1874 opgenomen in de school van de Zusters van Maria. In 1880 kwam er een klooster van de zusters Visitandinnen en in 1881 werd de kapel vergroot. Het klooster werd uiteindelijk opgeheven en in 1978 kwam hier een instelling voor mentaal gehandicapten, Oostheuvel genaamd.

## Het Iers kruis

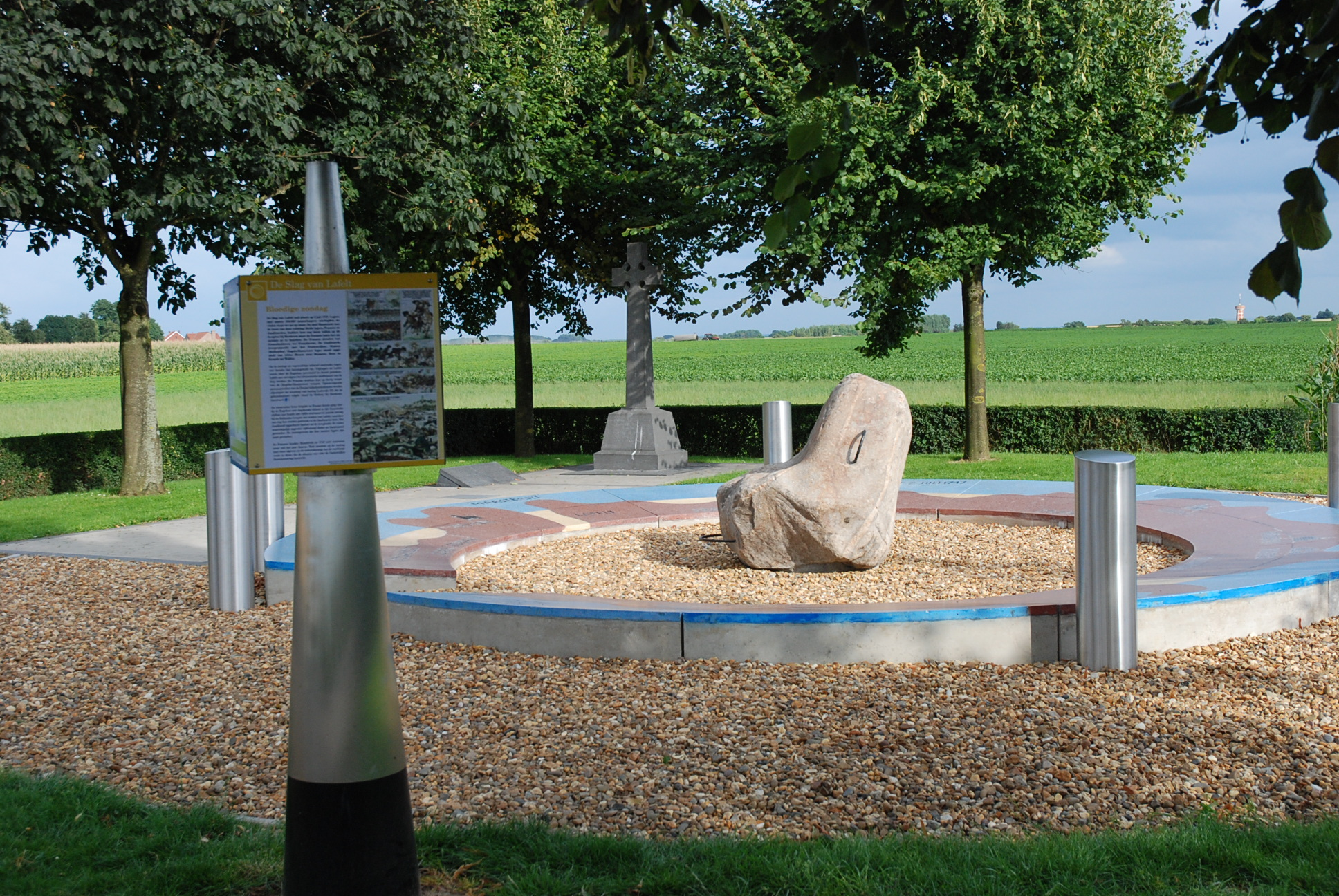
De landmark te Lafelt met het Iers kruis

Halverwege de verbindingsweg tussen Vlijtingen en Lafelt staat het Iers kruis. Deze monoliet werd ingehuldigd op 21 juni 1964 door de heer Biggar, Iers ambassadeur. Het herinnert aan de soldaten van de Irish Brigade, een onderdeel van het Franse leger, die sneuvelden in de slag bij Lafelt in 1747. Het werd bekostigd door "The Cork City Choral Society" waarvan Staf Gebruers (1902-1970), een geëmigreerde Belg, koorleider was.
In mei 2008 werd het Iers Kruis opgenomen in een groter bezoekerscentrum dat niet alleen de Ierse aanwezigheid maar de hele Slag bij Lafelt als onderwerp heeft. Er werd een grote granieten kei geplaatst die men kan ronddraaien. Daar omheen is een grote ring van terrazzo aangebracht waarop men in mozaïek de slagveldsituatie kan overzien. Ook zijn er vijf stalen zuilen aangebracht waarin luidsprekers zitten. Bij een druk op een knop volgt er een twaalf minuten durend geluidsspektakel. Hierin wordt o.a. het dagboek van Winand Mengels voorgelezen, die in 1747 de slag gadesloeg, en hoort men het geraas van de slag.
Deze site maakt deel uit van 14 historische plaatsen die in opdracht van het Grenschap Albertkanaal werden ontworpen door beeldend kunstenaar Hans Lemmen. De geluidscompositie is van programmamaker Armeno Alberts en de stem is die van Walter Slosse. Voorts kan men op een informatiezuil afbeeldingen en teksten zien over de slag. Enkele kilometers zuidelijk op de Sieberg te Herderen, daar waar Lodewijk XV de slag bijwoonde, werd ook een granieten troon met een informatiezuil geplaatst.
Het Iers kruis herinnert aan de slag bij Lafelt die hier in 1747 werd uitgevochten. 150.000 soldaten streden hier om het bezit van Maastricht. Hier sneuvelden waarschijnlijk ongeveer 5000 soldaten en meer dan 10.000 raakten gewond. Begin 2013 werden een elftal skeletten gevonden.

## Natuur en landschap
Lafelt ligt in Droog-Haspengouw op een hoogte van ongeveer 100 meter. Ten oosten van Lafelt bevindt zich het Albertkanaal.

## Trivia
In 2007 deed Lafelt mee aan het VRT-programma De grote oversteek, waarbij als sociaal experiment de mannen uit de plaats Rosmeer voor een week in Lafelt gingen wonen, terwijl de vrouwen van Lafelt een week in Rosmeer verbleven.

## Nabijgelegen kernen
Kesselt, Vroenhoven, Heukelom, Riemst, Vlijtingen, Hees
Deelgemeenten: Genoelselderen · Herderen · Kanne · Membruggen · Millen · Riemst · Val-Meer · Vlijtingen · Vroenhoven · Zichen-Zussen-Bolder

Overige kernen: Bolder · Dries · Elst · Heukelom · Klein-Membruggen · Lafelt · Meer · Val · Zichen · Zussen

Belgische gemeenten · Arrondissement Tongeren · Limburg · Vlaanderen